# Fossé de Lakhamu
Lakhamu Fossa
Pour les articles homonymes, voir Lakhamu.
Ne doit pas être confondu avec Fossés de Lakhmu.
Le fossé de Lakhamu (désignation internationale : Lakhamu Fossa) est un fossé de 370 km de diamètre situé sur Ganymède. Il a été nommé en référence à Lakhamu, dragon monstrueux mésopotamien ou déesse force de la nature engendrée par Tiamat et Apsû.